# Vera Bergkamp

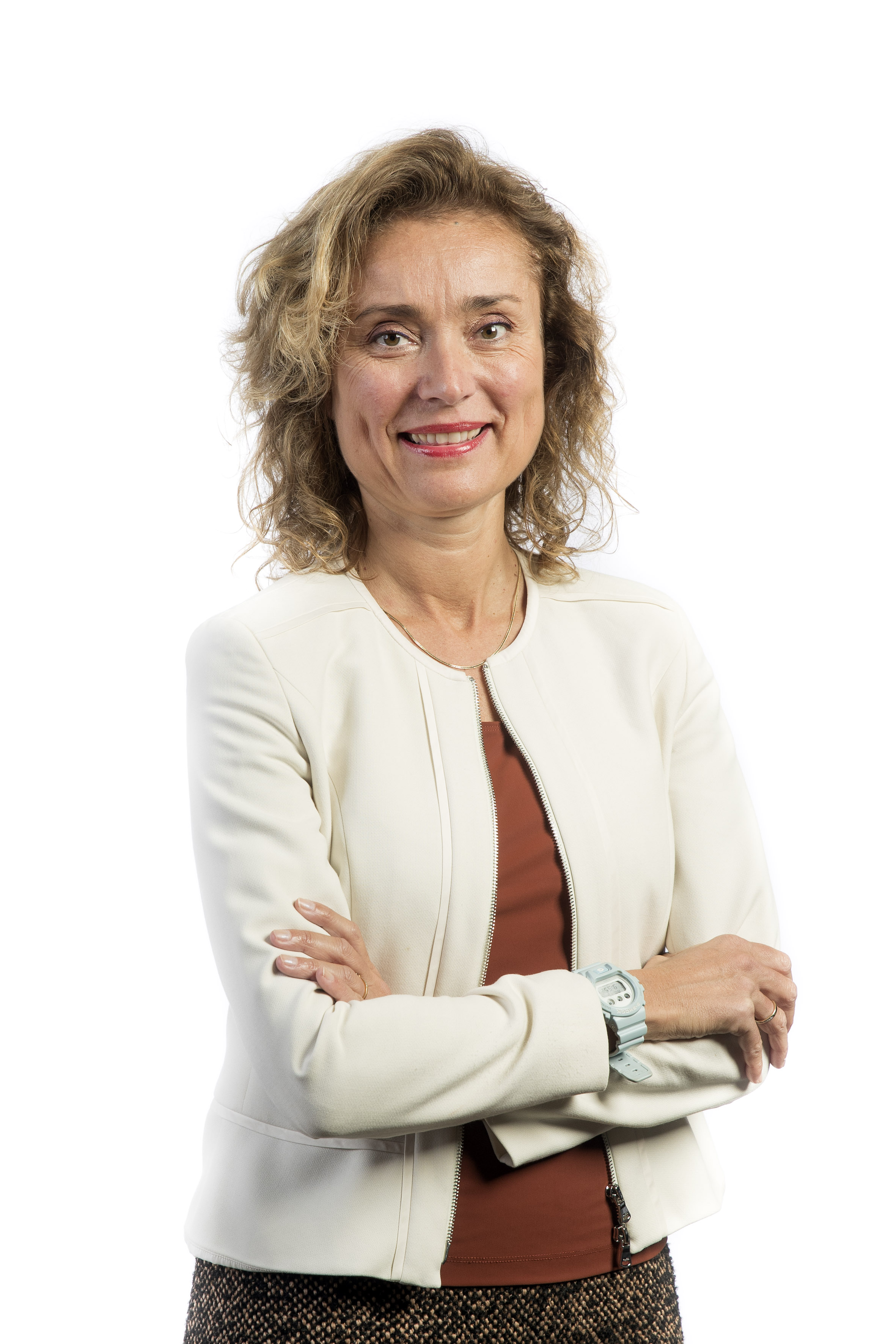
Vera Bergkamp

Vera Alida Bergkamp (* 1. Juni 1971 in Amsterdam) ist eine niederländische Politikerin der Democraten 66 (D66).

## Leben
Bergkamp ist Tochter eines marokkanischen Vaters und einer niederländischen Mutter.
Sie studierte an der Hogeschool van Amsterdam und an der Vrije Universiteit Amsterdam Politikwissenschaften.
Sie war von 2010 bis 2012 Vorsitzende der niederländischen Organisation COC Nederland und auch Mitglied des Stadtteils Amsterdam-Centrum.
Von den Parlamentswahlen in den Niederlanden 2012 bis zu den Wahlen im Jahr 2023 war sie Abgeordnete in der Zweiten Kammer der Generalstaaten und vom 7. April 2021 bis zum 5. Dezember 2023 deren Vorsitzende.
Bergkamp lebt offen homosexuell.